# Историческо фентъзи
Историческото фентъзи е поджанр на фентъзито и се отнася към историческата фантастика. В произведенията от този жанр се прави връзка между историята, която се описва и определен исторически период. Друг подход е вмъкването на сюжета в определен период от историята като от автора бъдат добавени свръхестествени елементи като магия, митични същества и др.
Има произведения, в които действието се развива в измислен свят като света или действащите лица в историята силно напомнят определен исторически период или реални исторически личности, като тези творби също са причислявани към историческото фентъзи. Пример за такова произведение е поредицата на Джордж Р. Р. Мартин „Песен за огън и лед“, която е вдъхновена от Войната на розите.
Много, ако не повечето от авторите на фентъзи черпят идеи за своите произведения от реални събития от историята, което прави границите на историческото фентъзи доста неясни.

## Примери за историческо фентъзи
- Р. Скот Бейкър – The Prince of Nothing
- Тим Пауърс – The Anubis Gates
- Гай Гавриел Кай – Лъвовете на Ал-Расан
- Гай Гавриел Кай – Сарантийската мозайка